# Ittagallpura, Bangalore North
Ittagallpura là một làng thuộc tehsil Bangalore North, huyện Bangalore Urban, bang Karnataka, Ấn Độ.